# Фентезійна комедія
Фентезійна комедія або комічне фентезі — піджанр фентезі, який переважно гумористичний за наміром і тоном. Фентезі-комедія, яка зазвичай розгортається в уявних світах, часто містить гру слів і пародії на інші твори фентезі.

## Інші масмедіа
Піджанр також був представлений на телебаченні, наприклад, у телевізійних серіалах Я мрію про Дженні, Крод Мендун. Прикладами на радіо є програми BBC Орди речей і ЕлвенКвест. Фантастичні комедійні фільми можуть бути пародіями («Монті Пайтон і Святий Грааль»), комедіями з елементами фантастичності («Бути Джоном Малковичем», «Барбі») або анімаційними («Шрек»). Його також використовували у фільмі «Джуманджі: Поклик джунглів».